# Final da Taça dos Clubes Campeões Europeus de 1988-89
A Final da Taça dos Clubes Campeões Europeus de 1988-89 foi uma partida de futebol realizada no Camp Nou, em Barcelona, Espanha, em 24 de Maio de 1989, onde o AC Milan da Itália derrotou o Steaua Bucareste da Romênia por 4-0. Dois golos de Marco van Basten e de Ruud Gullit deram ao Milan a terceira vitória na competição.

## Caminho para a final
| Steaua Bucareste   | Steaua Bucareste | Steaua Bucareste | Steaua Bucareste | Fase             | AC Milan         | AC Milan    | AC Milan | AC Milan      |
| ------------------ | ---------------- | ---------------- | ---------------- | ---------------- | ---------------- | ----------- | -------- | ------------- |
| Oponente           | Total            |                  | 2º jogo          |                  | Oponente         | Total       | 1º jogo  | 2º jogo       |
| Sparta de Praga    | 7–3              | 5–1 (F)          | 2–2 (C)          | Primeira fase    | FC Vitosha       | 7–2         | 2–0 (F)  | 5–2 (C)       |
| Spartak de Moscovo | 5–1              | 3–1 (C)          | 2–1 (F)          | Segunda fase     | Estrela Vermelha | 2–2 (4-2 p) | 1–1 (C)  | 1–1 (a.p) (F) |
| IFK Gotemburgo     | 5–2              | 0–1 (F)          | 5–1 (C)          | Quartas de final | Werder Bremen    | 1–0         | 0–0 (F)  | 1–0 (C)       |
| Galatasaray        | 5–1              | 4–0 (C)          | 1–1 (F)          | Semifinal        | Real Madrid      | 6–1         | 1–1 (F)  | 5–0 (C)       |

## Detalhes
| 24 de Maio de 1989 | Steaua Bucareste | 0–4 | Milan                             | Camp Nou, Barcelona                            |
|                    |                  |     | Gullit 18' 39' Van Basten 27' 47' | Público: 97,000 Árbitro: Karl-Heinz Tritschler |

| Steaua București | Milan |

| GK                | 1  | Silviu Lung        |  |     |
| RB                | 2  | Dan Petrescu       |  |     |
| CB                | 3  | Nicolae Ungureanu  |  |     |
| CB                | 4  | Adrian Bumbescu    |  |     |
| RM                | 5  | Tudorel Stoica (c) |  |     |
| LB                | 6  | Ștefan Iovan       |  |     |
| CF                | 7  | Marius Lăcătuș     |  |     |
| CM                | 8  | Daniel Minea       |  |     |
| CF                | 9  | Victor Pițurcă     |  |     |
| CM                | 10 | Gheorghe Hagi      |  |     |
| LM                | 11 | Iosif Rotariu      |  | 46' |
| Reservas:         |    |                    |  |     |
| GK                | 12 | Gheorghe Liliac    |  |     |
| DF                | 13 | Petre Bunaciu      |  |     |
| MF                | 14 | Gavril Balint      |  | 46' |
| MF                | 15 | Lucian Bălan       |  |     |
| FW                | 16 | Adrian Negrău      |  |     |
| Treinador:        |    |                    |  |     |
| Anghel Iordănescu |    |                    |  |     |

| GK            | 1  | Giovanni Galli        |     |     |
| RB            | 2  | Mauro Tassotti        |     |     |
| LB            | 3  | Paolo Maldini         |     |     |
| RM            | 4  | Angelo Colombo        |     |     |
| CB            | 5  | Alessandro Costacurta |     | 75' |
| CB            | 6  | Franco Baresi (c)     | 48' |     |
| LM            | 7  | Roberto Donadoni      |     |     |
| CM            | 8  | Frank Rijkaard        |     |     |
| CF            | 9  | Marco van Basten      |     |     |
| AM            | 10 | Ruud Gullit           |     | 59' |
| CM            | 11 | Carlo Ancelotti       |     |     |
| Reservas:     |    |                       |     |     |
| GK            | 12 | Davide Pinato         |     |     |
| DF            | 13 | Filippo Galli         |     | 75' |
| DF            | 14 | Roberto Mussi         |     |     |
| MF            | 15 | Alberigo Evani        |     |     |
| FW            | 16 | Pietro Paolo Virdis   |     | 59' |
| Treinador:    |    |                       |     |     |
| Arrigo Sacchi |    |                       |     |     |

| Árbitros assistenetes: Werner Föckler (Alemanha Ocidental) Eugen Strigel (Alemanha Ocidental) | Regras do jogo - 90 minutos. - 30 minutos de prolongamento se necessário. - Desempate por penáltis se continuar empatado. - 5 jogadores no banco. - Máximo de duas substituições. |